# Blockbuster LLC
Blockbuster, tên chính thức là Blockbuster LLC và còn được gọi là Blockbuster Video, là một nhà cung cấp dịch vụ cho thuê phim tại nhà và trò chơi điện tử có trụ sở tại Mỹ. Các dịch vụ được cung cấp chủ yếu tại các cửa hàng cho thuê video, nhưng sau đó có các lựa chọn thay thế bao gồm DVD-by-mail, phát trực tuyến, video theo yêu cầu và rạp chiếu phim. Trước do Blockbuster Entertainment, Inc điều hành, công ty đã mở rộng ra quốc tế trong suốt thập kỷ 1990. Vào thời kỳ đỉnh cao vào năm 2004, Blockbuster bao gồm 9.094 cửa hàng và tuyển dụng khoảng 84.300 người: 58.500 ở Hoa Kỳ và 25.800 ở các quốc gia khác.
Khả năng lãnh đạo kém và sự cạnh tranh từ dịch vụ đặt hàng qua thư, cửa hàng tự động của Redbox và dịch vụ video theo yêu cầu của Netflix là những yếu tố chính dẫn đến sự suy tàn của Blockbuster. Công ty bắt đầu mất doanh thu đáng kể vào cuối những năm 2000 và nộp đơn xin bảo hộ phá sản vào năm 2010. Năm sau, 1.700 cửa hàng còn lại của công ty đã được nhà cung cấp truyền hình vệ tinh Dish Network mua lại. Đến đầu năm 2014, 300 cửa hàng cuối cùng thuộc sở hữu của công ty đã đóng cửa. Mặc dù sự ủng hộ của công ty đối với thương hiệu đã kết thúc, Dish vẫn giữ một số lượng nhỏ các thỏa thuận nhượng quyền thương mại, cho phép một số nhượng quyền thương mại thuộc sở hữu tư nhân vẫn mở. Sau một loạt các lần đóng cửa, gần đây nhất là vào năm 2019 tại Tây Úc, chỉ có một cửa hàng còn mở, tại Bend, Oregon, Hoa Kỳ.

## Lịch sử

### 1985-1996: Thời kì David Cook

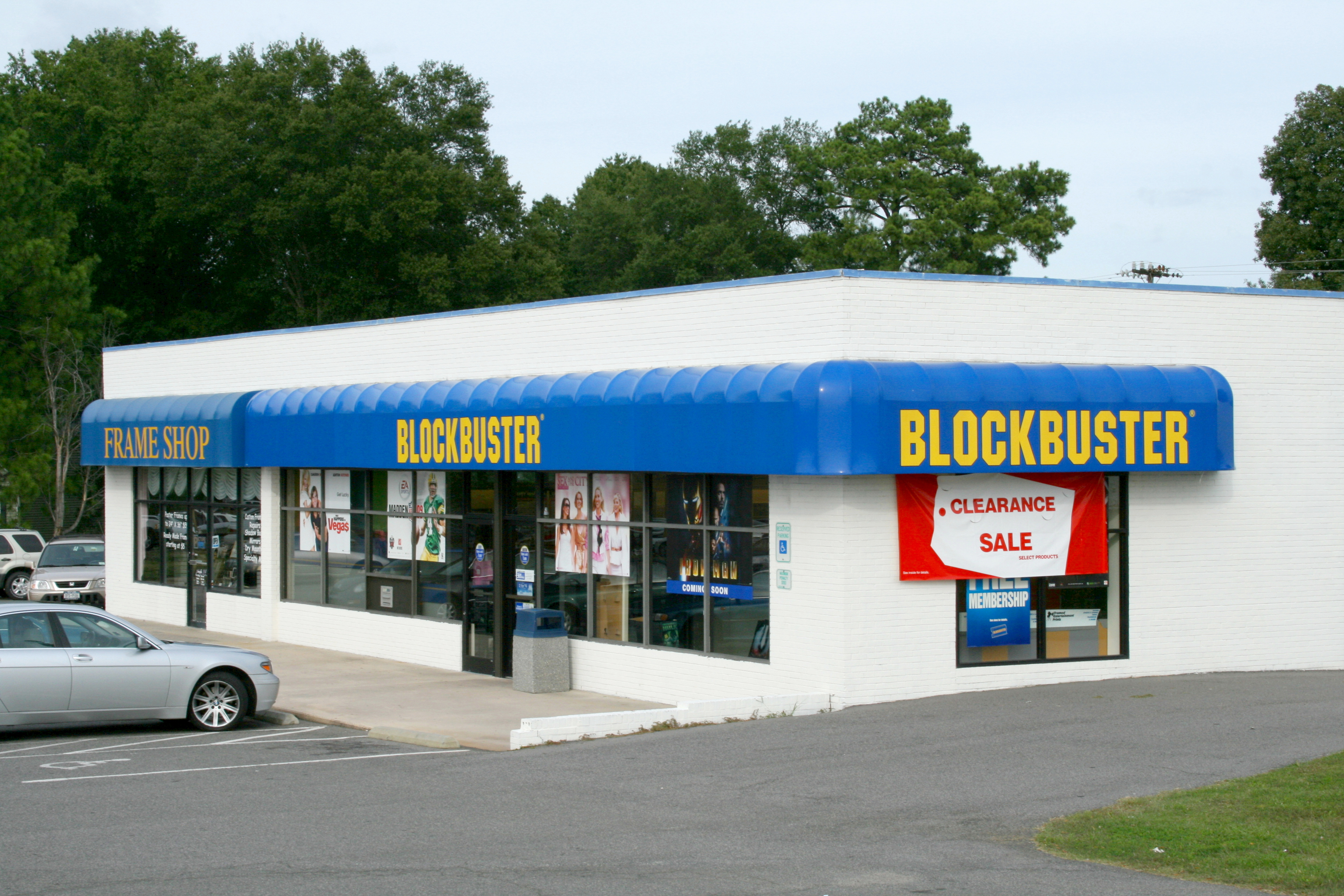
Cửa hàng Blockbuster ở Durham, North Carolina

Sự khởi đầu của Blockbuster có thể được bắt nguồn từ một công ty khác, Cook Data Services, được thành lập bởi David Cook vào năm 1978. Mục tiêu chính của công ty là cung cấp dịch vụ phần mềm cho các ngành công nghiệp dầu khí trên khắp Texas, nhưng nó đã không thành công. Sandy Cook, vợ của David, muốn tham gia vào lĩnh vực kinh doanh video và chồng cô đã sớm nghiên cứu về ngành này và triển vọng trong tương lai. Sử dụng lợi nhuận kiếm được từ việc bán David P. Cook & Associates, công ty con của công ty mình, anh ấy quyết định mua nhượng quyền cửa hàng video ở Dallas được gọi là Video Works. Khi Video Works không cho phép anh trang trí nội thất cửa hàng của mình với thiết kế màu xanh vàng, anh đã rời nhượng quyền thương mại và mở 'Blockbuster Video' đầu tiên vào năm 1985 dưới công ty riêng của anh là Blockbuster Video Inc. Khi nhận ra tiềm năng cho thuê video, Cook đã từ bỏ ngành công nghiệp dầu mỏ và bắt đầu nhượng quyền cho cửa hàng Blockbuster.
Cửa hàng Blockbuster đầu tiên khai trương vào ngày 19 tháng 10 năm 1985, tại Dallas, Texas, với số lượng tồn kho 8.000 VHS và 2.000 băng Beta. Kinh nghiệm quản lý cơ sở dữ liệu khổng lồ của Cook đã thật sự hữu ích trong việc thúc đẩy sự đổi mới trong ngành. Sau thành công ban đầu từ các cửa hàng đầu tiên của công ty, Cook đã xây dựng một nhà kho trị giá 6 triệu đô la ở Garland, Texas, để giúp duy trì và hỗ trợ sự tăng trưởng trong tương lai cho phép các cửa hàng mới mở nhanh chóng. Blockbuster thường sẽ điều chỉnh hàng tồn kho của một cửa hàng cho phù hợp với vùng lân cận, hoặc dựa trên nhân khẩu học địa phương.
Năm 1987, Wayne Huizenga, đồng sáng lập Waste Management, người đã bắt đầu về việc gia nhập ngành công nghiệp cho thuê video, đã đồng ý mua lại một số cửa hàng Blockbuster. Vào thời điểm đó, số lượng cửa hàng đã lên đến con số 19, thu hút sự chú ý của John Melk, cộng sự của Huizenga do tính hiệu quả, hình ảnh thân thiện với gia đình và mô hình kinh doanh. Huizenga và Melk đã sử dụng các kỹ thuật từ việc kinh doanh chất thải của họ và mô hình mở rộng của Ray Kroc để nhanh chóng mở rộng Blockbuster, và họ sẽ sớm mở một cửa hàng mới sau mỗi 24 giờ. Họ đã tiếp quản nhiều cửa hàng nhượng quyền Blockbuster hiện có và Huizenga đã dành phần lớn thời gian cuối những năm 1980 để mua lại một số đối thủ của Blockbuster, bao gồm cả Major Video. Năm 1989, Nintendo đã cố gắng ngăn chặn khả năng cho thuê trò chơi điện tử của Blockbuster, đệ đơn nhiều vụ kiện và vận động Quốc hội Hoa Kỳ cấm hoạt động này. Nintendo cuối cùng đã thua trận, điều này mở đường cho việc cho thuê trò chơi điện tử trong tương lai.

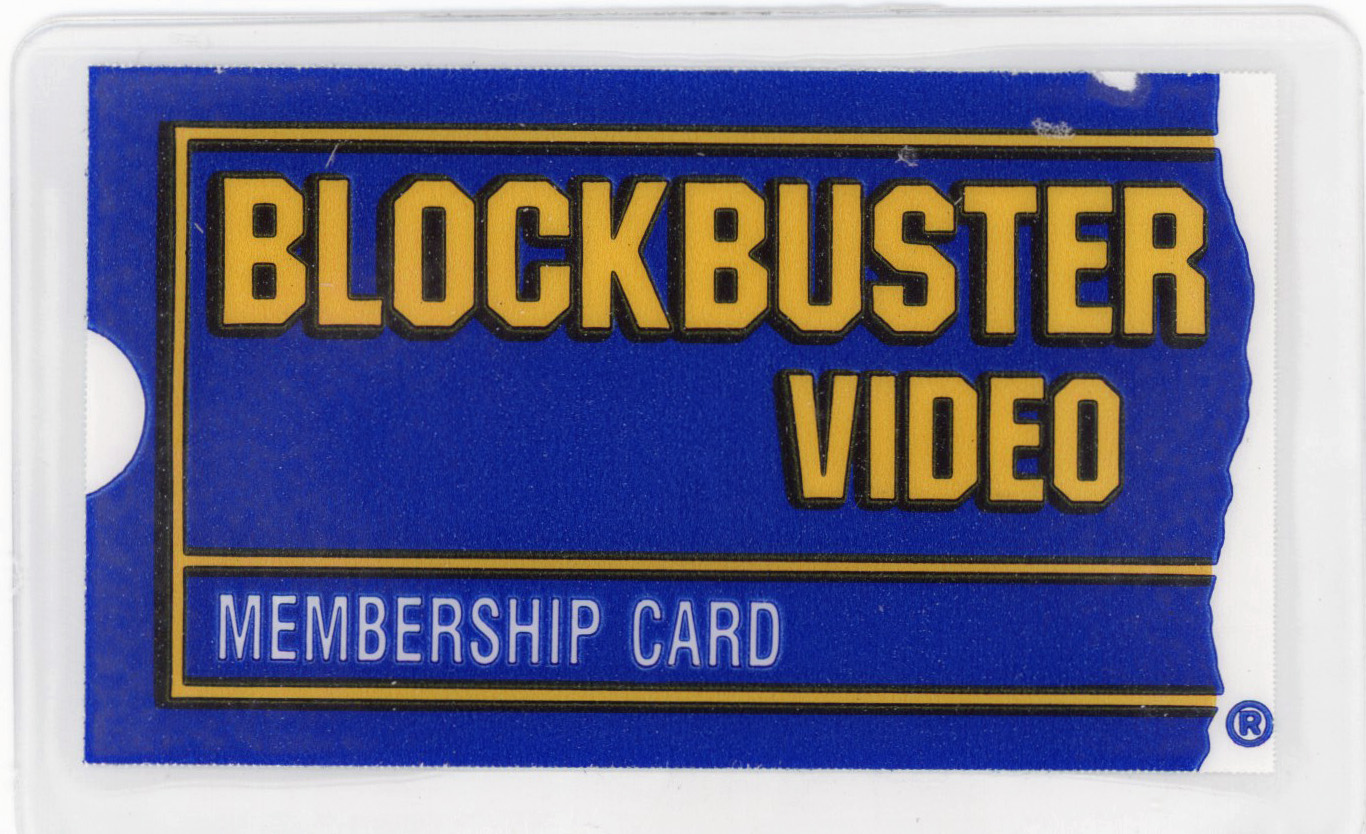
Thẻ thành viên Blockbuster (c. 1990)

Vào năm 1990, Blockbuster đã mua mid-Atlantic rival Erol's, công ty có hơn 250 cửa hàng Năm 1992, Blockbuster mua lại chuỗi bán lẻ âm nhạc Sound Warehouse và Music Plus và tạo ra Blockbuster Music. Vào tháng 10 năm 1993, Blockbuster nắm quyền kiểm soát trong Spelling Entertainment Group, một công ty truyền thông do nhà sản xuất truyền hình Aaron Spelling điều hành. Blockbuster đã mua Super Club Retail Entertainment Corp. vào ngày 22 tháng 11 năm 1993 từ Philips Electronics, N.V. với giá 5,2 triệu cổ phiếu Blockbuster. Điều này đã đưa khoảng 270 cửa hàng Record Bar, Tracks, Turtles và Rhythm and Views và khoảng 160 siêu thị bán lẻ video vào công ty. Blockbusyer cũng sở hữu 35% cổ phần của Republic Pictures; công ty đó đã hợp nhất với Spelling vào tháng 4 năm 1994.
Blockbuster đã trở thành một công ty trị giá hàng tỷ đô la, nhưng Huizenga lo lắng về cách công nghệ mới có thể đe dọa hoạt động kinh doanh của họ, chẳng hạn như video theo yêu cầu và sự phát triển của truyền hình cáp. Năm 1991, chỉ ba ngày sau khi Time Warner tuyên bố sẽ nâng cấp hệ thống cáp, cổ phiếu của Blockbuster đã giảm hơn 10%. Năm 1993, ông đã nỗ lực mở rộng sang các lĩnh vực khác bằng cách đầu tư vào Viacom. Huizenga cũng cân nhắc mua một công ty truyền hình cáp, nhưng đây không phải là lãnh thổ của Blockbuster và ông quyết định không mạo hiểm. Ông cũng có ý tưởng về một công viên giải trí và thể thao Blockbuster rộng 2.500 mẫu  ở Florida, điều mà Blockbuster vẫn đang xem xét vào cuối tháng 8 năm 1994. Không thể đưa ra một giải pháp thích hợp về cách đối mặt với các mối đe dọa ngày càng tăng đối với cửa hàng video truyền thống, anh ấy đã quyết định bán Blockbuster cho Viacom và rút lui. Viacom mua lại Blockbuster vào năm 1994 với giá 8,4 tỷ USD để hỗ trợ tài chính cho việc mua lại Paramount trong cuộc chiến đấu thầu với QVC Network Inc. Giao dịch cổ phiếu của Blockbuster đã giảm đều đặn trong những tháng trước khi sáp nhập, với một mức tăng nhỏ sau khi thương vụ được công bố, vào cuối thập kỷ này, giá trị của nó ước tính chỉ 4,6 tỷ USD.

### 2015–nay: Kỷ nguyên hậu Kelly và Blockbuster cuối cùng

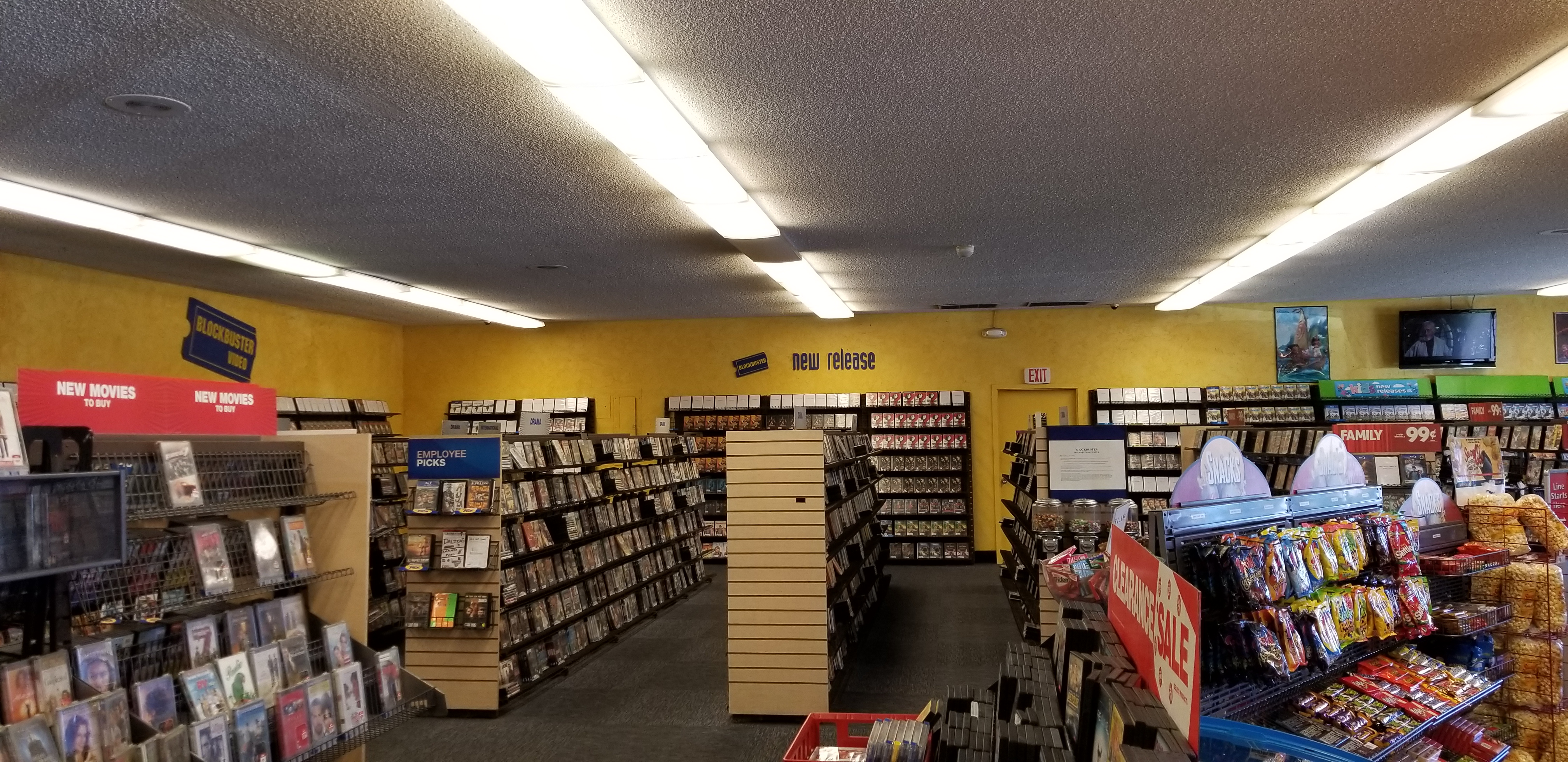
Blockbuster cuối cùng còn hoạt động ở Bend, Oregon.

Mặc dù các cửa hàng Blockbuster vẫn có thể mở cửa bằng cách trả phí cấp phép cho Dish, nhưng không còn một tổ chức công ty nào cung cấp các sản phẩm có thương hiệu nữa, buộc các bên nhận quyền phải tự thiết kế và sản xuất. Việc đóng cửa thêm các cửa hàng vẫn tiếp tục. Đến tháng 1 năm 2018, trang web của công ty liệt kê 9 cửa hàng thuộc sở hữu nhượng quyền còn lại ở Hoa Kỳ, bao gồm 6 cửa hàng ở Alaska, 2 cửa hàng ở Oregon và một cửa hàng ở Texas. Tám trong số chín cửa hàng đó đã đóng cửa vào tháng 8 năm 2018, chỉ còn một cửa hàng ở Bend, Oregon. Tháng 3 năm 2019, cửa hàng cuối cùng còn lại bên ngoài Hoa Kỳ, nằm ở Morley, Tây Úc, đã đóng cửa. Bend trở thành Blockbuster cuối cùng còn sót lại trên thế giới; cửa hàng có các đạo cụ phim của Russell Crowe mà John Oliver đã tặng cho một cửa hàng ở Alaska. Tháng 8 năm 2020, địa điểm này được liệt kê là địa điểm cho thuê của Airbnb để ngủ lại theo chủ đề những năm 1990 vào ba đêm riêng biệt vào tháng 9; mỗi phòng đều được giới hạn khách đến do đại dịch COVID-19.
Thực thể điều hành Blockbuster trước khi bán cho Dish vẫn hoạt động trên danh nghĩa dưới tên BB Liquidating Inc. và giao dịch dưới dạng cổ phiếu penny. Tuy nhiên, nó không còn bất kỳ tài sản hoặc mối quan hệ nào với thương hiệu Blockbuster hoặc địa điểm nhượng quyền thương mại còn lại. Trong một hoạt động liên quan đến Sự kiện bán non cổ phiếu GameStop tháng 1 năm 2021, cổ phiếu BB Liquidating đã tăng mạnh, mặc dù "không có giá trị gì đối với các cổ đông phổ thông trong quá trình thanh lý phá sản, ngay cả trong các kịch bản lạc quan nhất."

## Lịch sử quản lý cấp cao
- Michael Kelly, Chủ tịch: 2011–2015[62]
- Dennis McGill, phó chủ tịch điều hành và giám đốc tài chính: 2010–2013[63][64]
- Kevin Lewis, phó chủ tịch cấp cao và giám đốc tiếp thị: 2008–2012[65]
- John F. Antioco, CEO: 1997–2007
- James W. Keyes, CEO: 2007–2011
- Karen H. Jolles, giám đốc tiếp thị: 1993–1997
- Mark Allen Stuart, Phó chủ tịch Studio Quan hệ/Mua lại/Giám đốc Chiến lược Bán lẻ: 1989–1993